# Mekdes
Mekdes Vinholt Pedersen (tidligere Christina Mekdes Vinholt Pedersen, født i 1998 i Etiopien) er under kunstnernavnet Mekdes en dansk sangerinde i soul-genren. Hun debuterede i 2018 og vandt i 2021 P3 Talentet-prisen.